# Nuévalos
Nuévalos es una población española de la provincia de Zaragoza, en la comunidad de Aragón. Tiene un área de 41,80 km² con una población de 285 habitantes (INE 2020) y una densidad de 7,94 hab/km².
El municipio lo componen las entidades locales de Nuévalos, Lugar Nuevo, Monasterio de Piedra y La Tranquera.

## Geografía

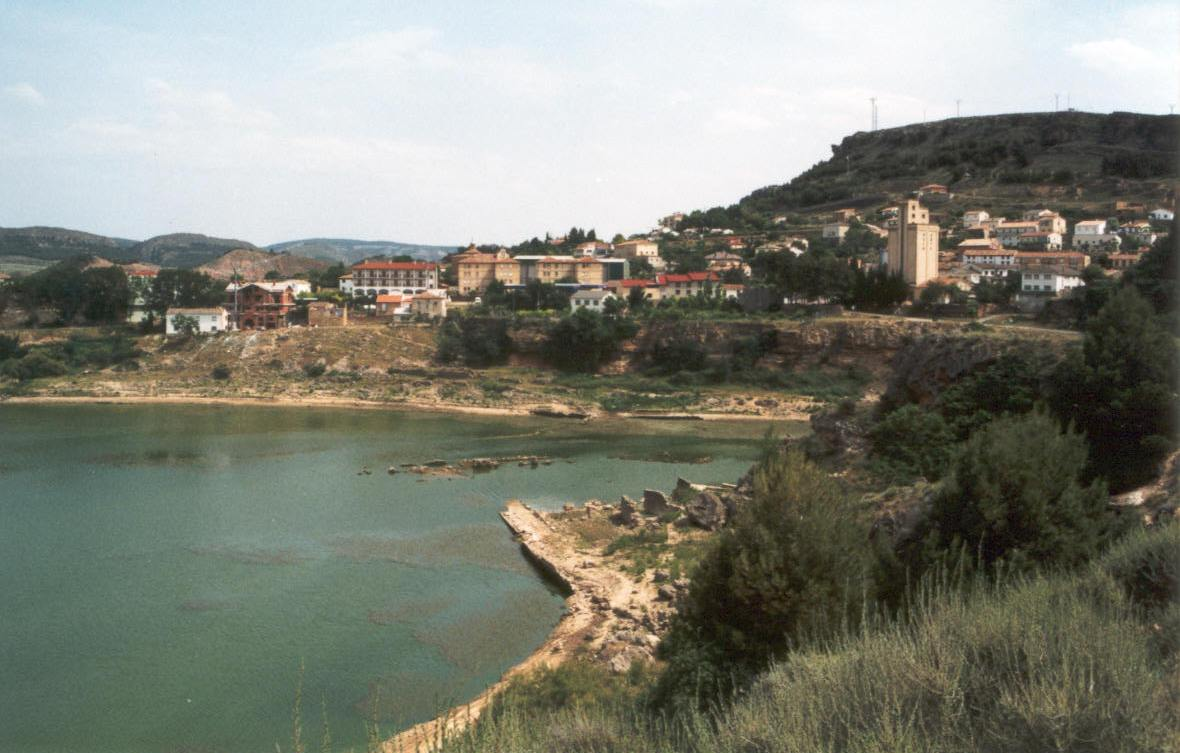
Panorámica de Nuévalos

Nuévalos se encuentra junto al embalse de la Tranquera, en la confluencia de los ríos Piedra y Ortiz, a 724 m sobre el nivel del mar. Está situado junto a la carretera A-202 que la une con Calatayud, y junto a la carretera A-2503, que enlaza la desembocadura del río Mesa en el Piedra con la carretera A-1501 entre Ateca y Jaraba.
El municipio tiene una temperatura media anual de 12,3 °C y una precipitación anual de 450 mm.

## Historia

### Edad Antigua
Debajo de la Ermita de la Virgen de los Diegos y en sus alrededores se localiza un yacimiento celtibérico y romano. 
Se han encontrado cerámicas celtibéricas y romanas, siendo más frecuente la sigillata. Indican la existencia de un asentamiento rural de unas 7 ha de extensión, situado en una explanada que caía sobre el río Piedra. La ocupación duró desde el siglo II a. C. hasta el siglo IV o V.

### Edad Media
La historia de Nuévalos y de su castillo va unida a la Orden del Santo Sepulcro de Calatayud desde 1156, cuando Ramón Berenguer IV les concedió el señorío del lugar. En 1228 ya poseía la iglesia, que fue una donación del obispo de Tarazona García Frontín I. Los reyes posteriores confirmaron dicha donación y para 1328 ya estaba constituida la encomienda, siendo su comendador Bartolomé de Morlanes.
En la Guerra de los dos Pedros, el castillo de Nuévalos fue uno de los pocos que resistió sin rendirse la invasión de Pedro I de Castilla. En 1362, el rey castellano exigió la entrega de la ciudad, ya que su fortaleza era inexpugnable, pero la localidad resistió pese a que habían caído otros lugares de la comarca como Calatayud. En 1372, Pedro IV el Ceremonioso confirmó el dominio y la jurisdicción civil y criminal, declarando a Nuévalos propiedad de la Orden del Santo Sepulcro y de su prior bilbilitano. En un nuevo ataque perpetrado dos años después, los castellanos tampoco lograron ocupar la plaza.

### Edad Moderna
El Diccionario geográfico-estadístico-histórico de España y sus posesiones de Ultramar  (1845) de Pascual Madoz refiere que Nuévalos «tiene 120 casas, inclusa la del ayuntamiento y cárcel» y señala que «los vecinos se nutren de una fuente de 3 caños, construida en 1844 a la entrada de la villa». En esa época, la localidad producía trigo, cebada, centeno, maíz, judías y vino, además de buenas legumbres y verduras; en cuanto a ganadería, el ganado lanar era numeroso. Existían tres fábricas de aguardiente, un molino harinero y dos tiendas de quincalla y género de abacería.

## Demografía
Nuévalos cuenta con una población de 306 habitantes (INE 2024).
| Gráfica de evolución demográfica de Nuévalos entre 1842 y 2021                                                      |
| |
| Población de derecho según los censos de población del INE Población de hecho según los censos de población del INE |

En el fogaje de 1495 —censo del Reino de Aragón ordenado por el monarca Fernando el Católico—, figura Nuévalos con 96 «fuegos» u hogares, lo que equivale aproximadamente a 400 habitantes. El censo de España de 1857 registra una población de 779 habitantes para el municipio, entonces perteneciente al partido judicial de Ateca. En el siglo XX, Nuévalos superó los 1000 habitantes entre 1920 y 1960, pero la construcción del embalse de la Tranquera en 1959 —que inundó parte del pueblo y anegó las mejores tierras de cultivo— redujo en dos tercios la población del municipio. En 2020 la población de Nuévalos era inferior a 300 habitantes.

## Administración y política

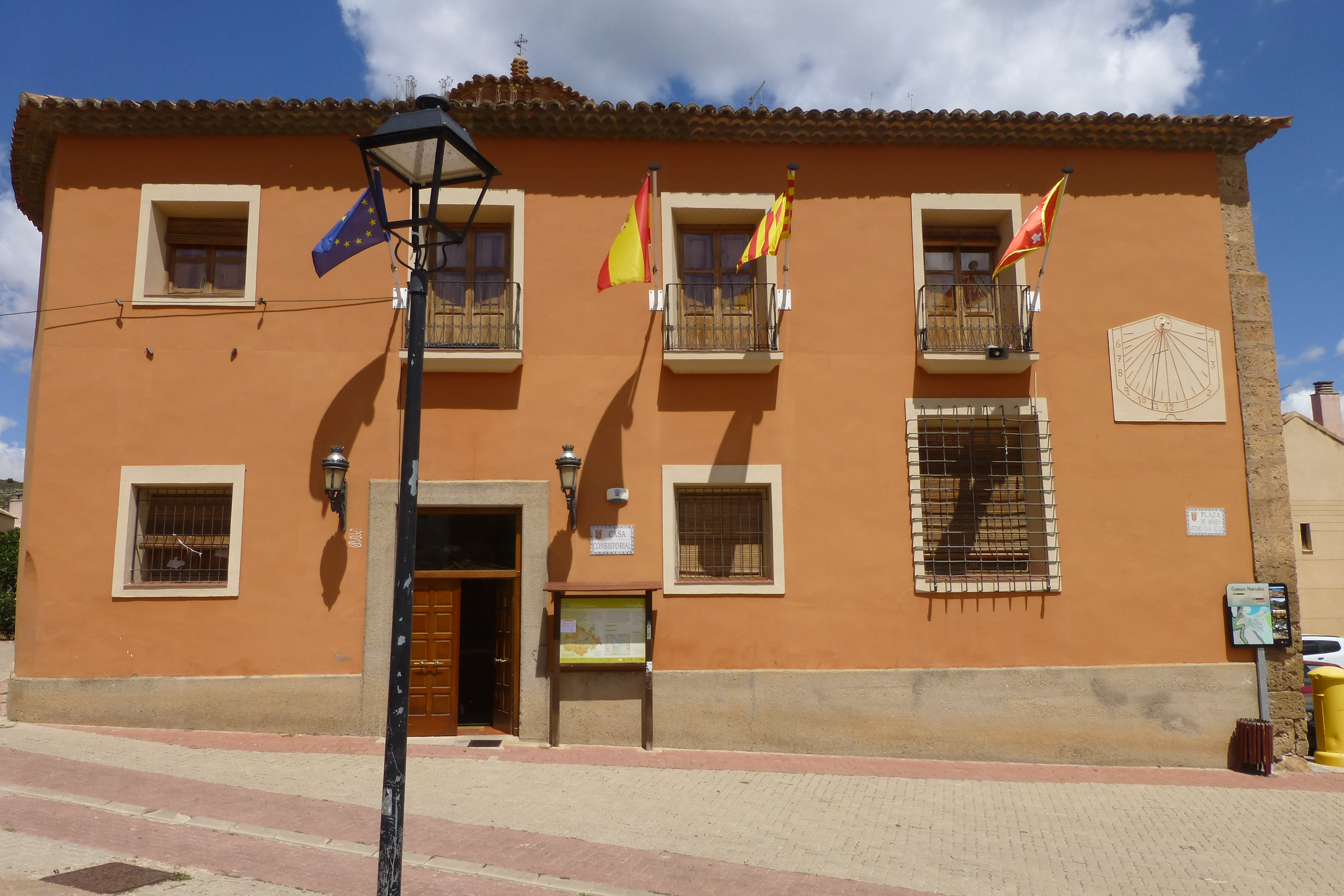
Casa consistorial

| Período   | Alcalde                  | Partido |  |
| --------- | ------------------------ | ------- |  |
| 1979-1983 | Antolín Hernando Guillén | PAR     |  |
| 1983-1987 |                          |         |  |
| 1987-1991 |                          |         |  |
| 1991-1995 |                          |         |  |
| 1995-1999 |                          |         |  |
| 1999-2003 |                          |         |  |
| 2003-2007 |                          |         |  |
| 2007-2011 |                          |         |  |
| 2011-2015 |                          |         |  |
| 2015-2019 | Manuel Peiró Cobacho     | PSOE    |  |

| Partido político    | Partido político                                   | 2003   | 2007   | 2011   | 2015   |
| Partido político    | Partido político                                   | Ediles | Ediles | Ediles | Ediles |
|                     | Partido de los Socialistas de Aragón (PSOE-Aragón) | 5      | 4      | 4      | 6      |
|                     | Partido Aragonés (PAR)                             | —      | 3      | 2      | 1      |
|                     | Partido Popular de Aragón (PP)                     | 2      | 0      | 0      | 0      |
|                     | Chunta Aragonesista (CHA)                          | —      | 0      | 1      | —      |
| Total de concejales | Total de concejales                                | 7      | 7      | 7      | 7      |

## Patrimonio

### Monasterio de Piedra

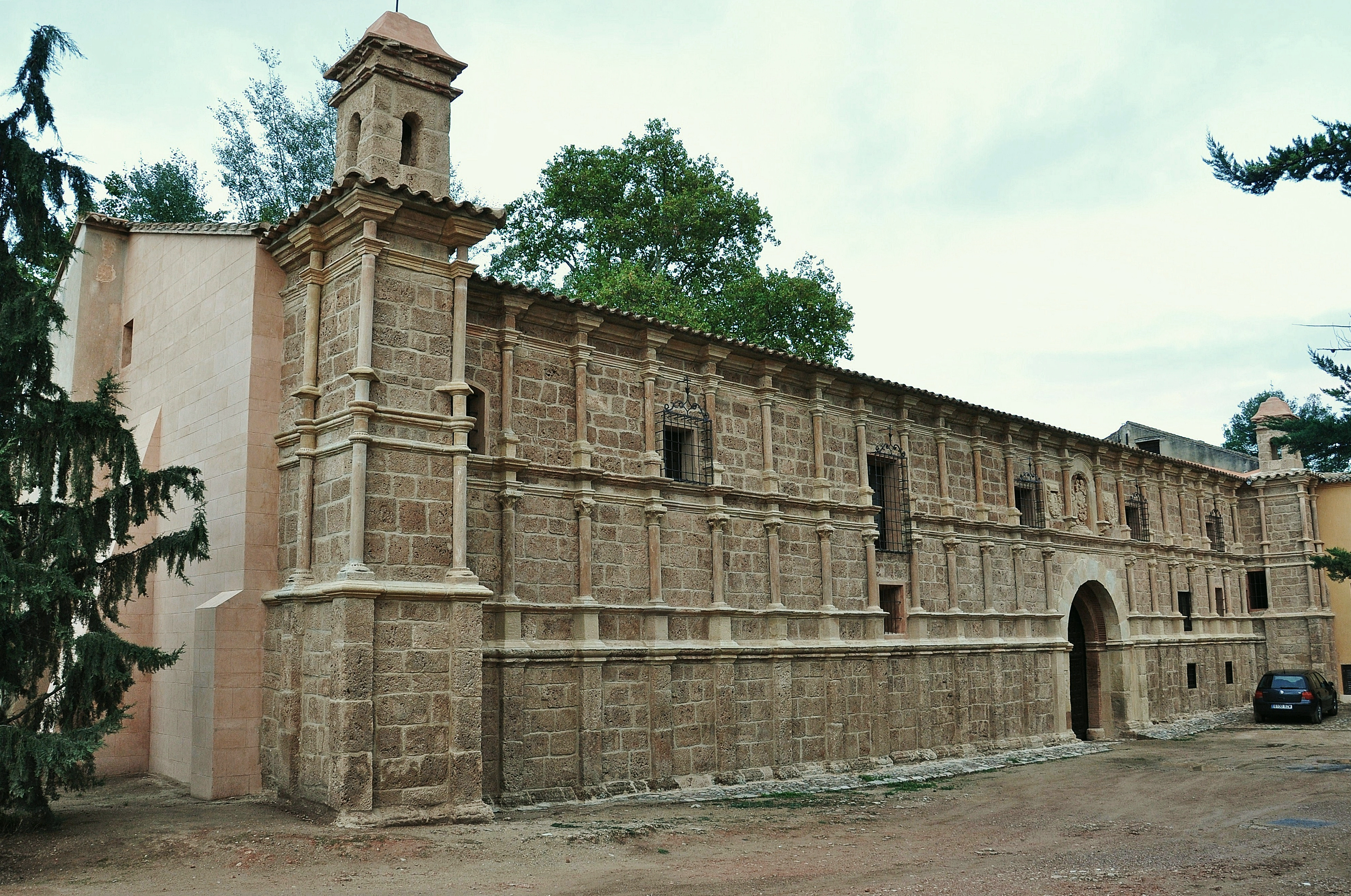
Exterior del monasterio de Piedra, fundado a finales del

El monasterio de Piedra se encuentra dentro del término municipal de Nuévalos, junto al paso del río Piedra, en un lugar muy próximo a su nacimiento. En su entorno se encuentran diversos saltos de agua espectaculares, así como cavernas.
El monasterio, erigido en el siglo XII, es considerado uno de los mejores ejemplos de la arquitectura cisterciense. Ocupado por la Orden entre 1218 y 1835, su emplazamiento responde al requisito de ser un lugar apto para la soledad alejado del mundo exterior, pero también un espacio que permita vivir de manera autosuficiente.
La arquitectura sigue un esquema determinado por la simplicidad, funcionalidad y perfecta adecuación de todas las partes del conjunto, así como por la austeridad absoluta y la desnudez ornamental. Los edificios que forman el conjunto están distribuidos en torno a un claustro central, de planta sensiblemente cuadrada y que abre al patio mediante arquerías ojivales de traza muy sencilla sin decoración escultórica. Al norte se levanta la iglesia abacial de tres naves con crucero, que en la actualidad se encuentra en estado ruinoso.
El Museo del Vino de la Denominación de Origen Calatayud se encuentra ubicado dentro de la cilla monacal. Sus salas exponen el proceso tradicional y actual de elaboración del vino, la influencia del vino en los distintos aspectos de la cultura, y una muestra de la elaboración vinícola en la comarca.

### Arquitectura urbana

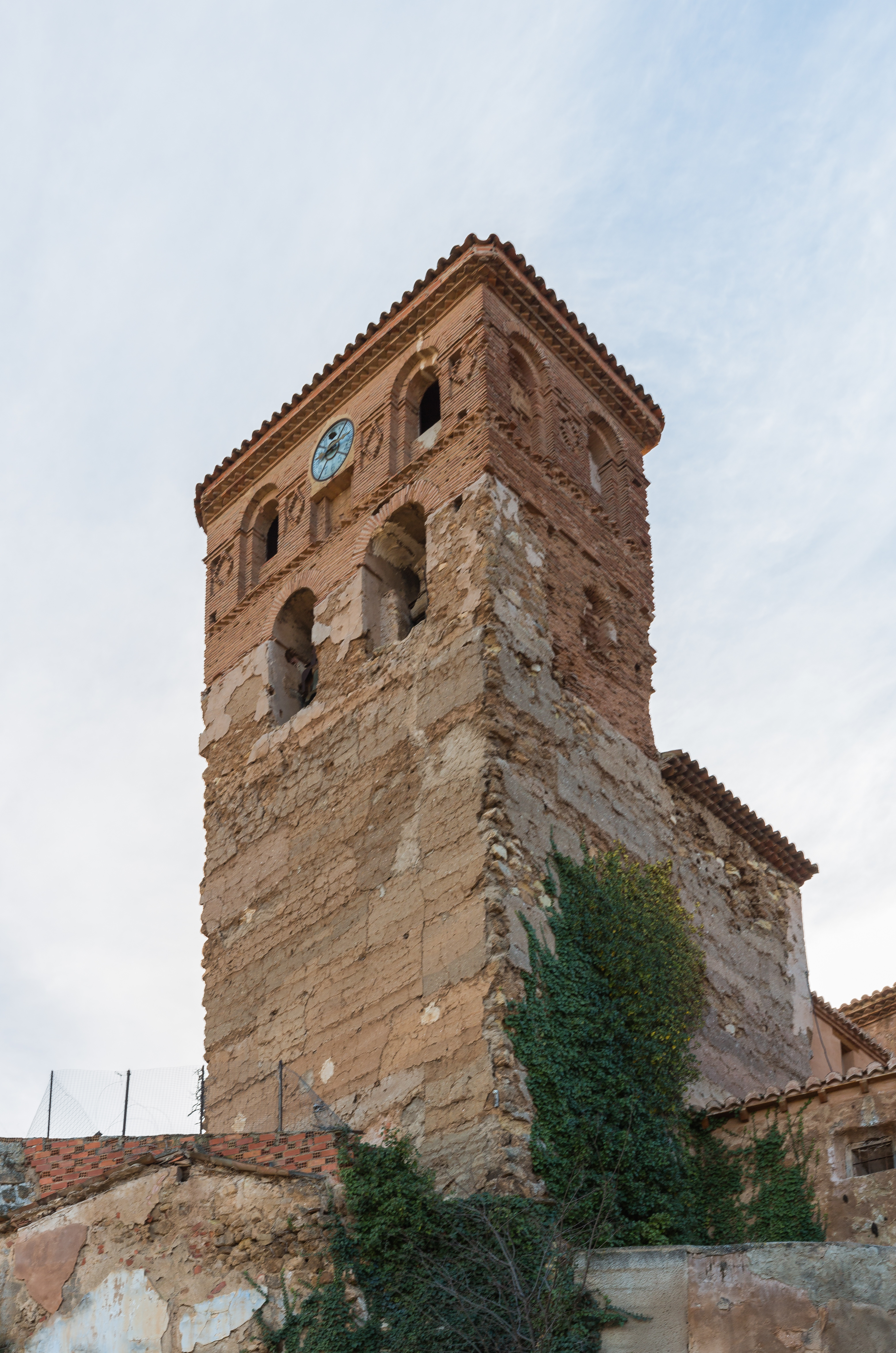
Iglesia de San Julián, que se alza en la parte alta del municipio

En el casco urbano se eleva la iglesia de San Julián, templo ampliado en el siglo XVIII sobre los restos de una iglesia anterior. Consta de una nave de cuatro tramos, correspondiendo uno de ellos a la cabecera, que es plana. Están cubiertos por bóvedas de medio cañón con lunetos y separados por arcos de medio punto. A los pies tiene un pórtico de planta rectangular con tres arcos de acceso de medio punto, construido en ladrillo. Los muros del edificio son de ladrillo y tapial. La torre tiene planta rectangular con muros de mampostería y cuerpo superior de campanas construido en ladrillo. Pertenece al arciprestazgo del Alto Jalón.

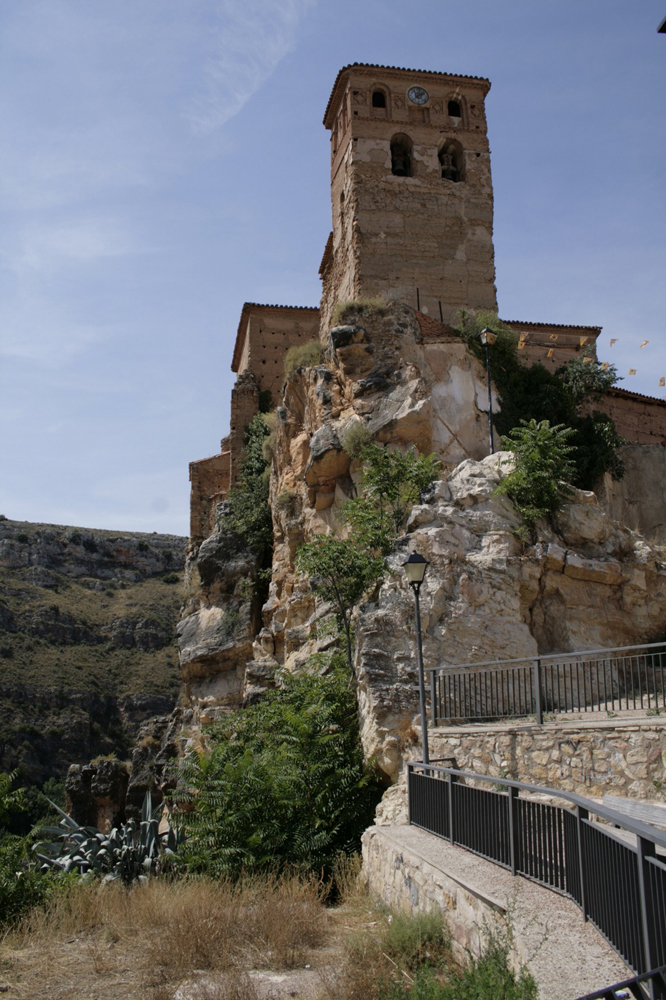
Torre del castillo de Nuévalos

Las ruinas del castillo de Nuévalos se alzan sobre un espolón junto a la iglesia, dominando el valle del Piedra. El edificio consta de un patio estrecho con muros a ambos lados que están cimentados sobre el precipicio. Entre los dos muros se levanta la torre del homenaje —del siglo XIV—, sobre la que posteriormente se construyó un cuerpo de campanas. Anexo al castillo se sitúa el palacio de los comendadores, edificado en el siglo XVII, y que actualmente es la Casa Consistorial. En la plaza del Ayuntamiento se encuentra una fuente con la estatua de Mosén Antonio Colás, impulsor del abastecimiento de aguas del pueblo.
La torre de Nuévalos está situada no lejos del castillo, aunque a una cota más baja. De planta rectangular, es una obra de mampostería en su parte inferior y de tapial el resto. En sus muros aparecen distintos tipos de vanos, como ventanas cuadradas, aspilleras y la puerta de acceso, algo transformada.

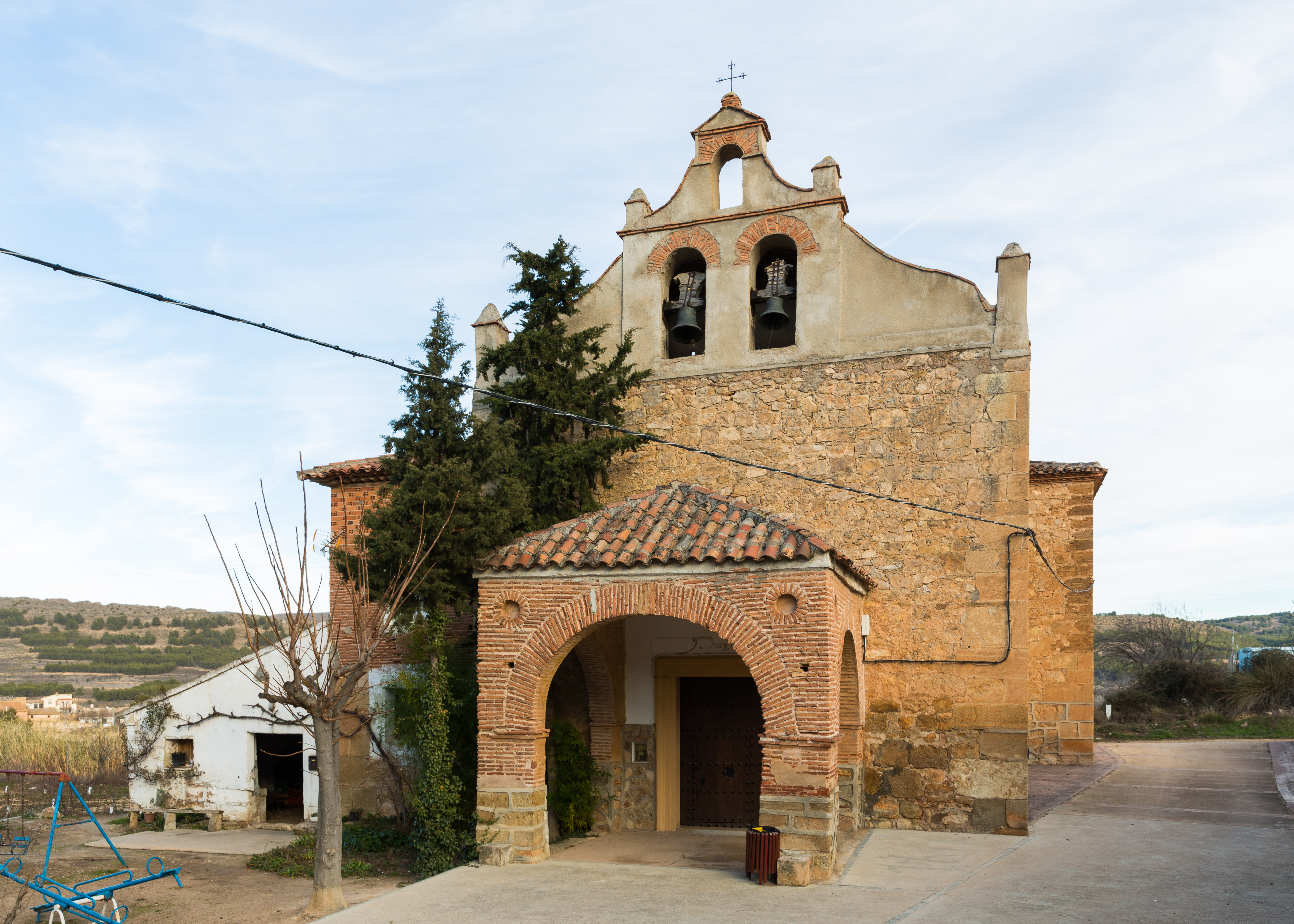
Ermita de la Virgen de los Alvares, de planta de cruz latina

Hay varias ermitas en la localidad: la del Cristo del Valle, la de San Sebastián —de estilo gótico tardío, probablemente del siglo XIV— y la de Nuestra Señora de los Alvares. Esta última posee planta de cruz latina con nave de tres tramos cubiertos por bóvedas de medio cañón con lunetos; a los pies hay un pequeño pórtico con tres arcos de medio punto de ladrillo, que da acceso a la portada adintelada del templo.
Más alejada se encuentra la Ermita de los Diegos, de la que apenas quedan vestigios de un bello templo mudéjar.

### Patrimonio natural

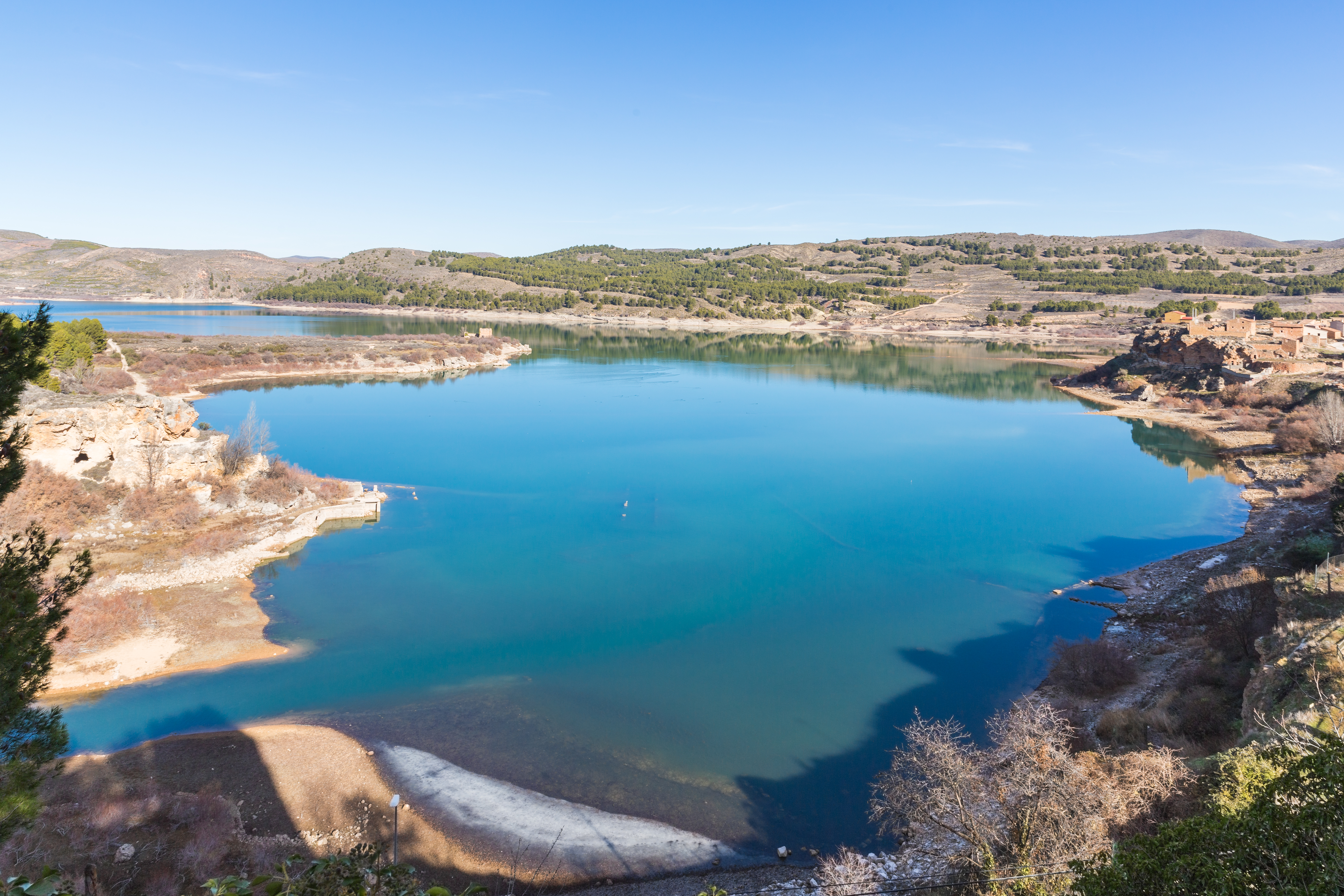
Embalse de la Tranquera con Nuévalos en primer plano

El embalse de la Tranquera recoge sus aguas del río Piedra, el cual, tras rodear en su trayectoria una montaña conocida como «El Espolón», desemboca en el pantano a los pies de Nuévalos. En el embalse viven o invernan diversas especies de aves, encontrándose también ranas, sapillos pintojos, tritones, lagartijas, lagartos ocelados y varias clases de culebras. Los peces más habituales son la trucha común, el barbo y la madrilla; además, la carpa y la trucha arco iris se han introducido en algunas zonas con fines deportivos.
Otro punto de interés son las Salinas de Nuévalos, de remoto origen, localizadas en el barranco de Valdehierro, en el Portil de Villa, a escasos 5 km del municipio. Se mantuvieron en funcionamiento desde el siglo XIII, explotadas por los monjes del Monasterio de Piedra, hasta 1707, cuando fueron destruidas por orden de Felipe V, dentro de la política de estanco de la sal.Se reconstruyeron en 1850, para obtener sal para una industria química situada en Calatayud, y estuvieron en actividad hasta la década de 1960, cuando se abandonaron debido a la baja rentabilidad. Han sido restauradas, y se hallan en un excelente estado de conservación.

## Fiestas
- Las fiestas patronales en honor de San Fabián y San Sebastián se celebran el 20 y el 21 de enero.
- Las fiestas en honor de la Virgen de los Alvares tienen lugar la última semana de agosto.